# Divisiones Regionales de la Región de Murcia 1953-54
Las divisiones regionales de fútbol son las categorías de competición futbolística de más bajo nivel en España, en las que participan deportistas aficionados, no profesionales. En las provincias de Murcia, Albacete y Alicante su administración corre a cargo de la Federación Regional Murciana de Clubes de Fútbol. Inmediatamente por encima de estas categorías estaba la Tercera División española.
En la temporada 1953-1954 las divisiones regionales se dividen en Primera Regional y Segunda Regional.
Los campeones de Primera Regional ascienden a Tercera División.

## Primera Regional

### Clasificación
|  |     | Equipos de fútbol      | PJ | G  | E | P  | GF  | GC  | Dif | Pts |
|  | --- | ---------------------- | -- | -- | - | -- | --- | --- | --- | --- |
|  | 1.  | Callosa Deportiva CF   | 32 | 21 | 3 | 8  | 105 | 52  | +53 | 45  |
|  | 2.  | UD Elda                | 32 | 20 | 2 | 10 | 88  | 64  | +24 | 42  |
|  | 3.  | Atlético Murcia CF     | 32 | 18 | 5 | 9  | 96  | 51  | +45 | 41  |
|  | 4.  | Jumilla CF             | 32 | 16 | 6 | 10 | 60  | 51  | +9  | 38  |
|  | 5.  | Deportiva Minera       | 32 | 14 | 6 | 12 | 92  | 73  | +19 | 34  |
|  | 6.  | Crevillente Deportivo  | 32 | 15 | 6 | 11 | 76  | 70  | +6  | 34  |
|  | 7.  | Caravaca CF            | 32 | 15 | 3 | 14 | 77  | 71  | +6  | 33  |
|  | 8.  | CF I.T.S.A.            | 32 | 14 | 5 | 13 | 70  | 49  | +21 | 33  |
|  | 9.  | CD Pinosense           | 32 | 14 | 3 | 14 | 68  | 87  | -19 | 31  |
|  | 10. | CD Obras del Puerto    | 32 | 12 | 6 | 13 | 80  | 77  | +3  | 30  |
|  | 11. | CD Molinense           | 32 | 14 | 2 | 16 | 69  | 63  | +6  | 30  |
|  | 12. | Monóvar CD             | 32 | 13 | 3 | 16 | 57  | 73  | -16 | 29  |
|  | 13. | SD Almansa             | 32 | 10 | 7 | 15 | 63  | 79  | -16 | 25  |
|  | 14. | UD Hellinera           | 32 | 11 | 3 | 18 | 63  | 109 | -46 | 25  |
|  | 15. | Atlético Alcantarilla  | 32 | 9  | 6 | 17 | 61  | 94  | -33 | 24  |
|  | 16. | Maestranza Albacete CF | 32 | 9  | 5 | 18 | 60  | 78  | -18 | 23  |
|  | 17. | Cieza CF               | 32 | 10 | 1 | 21 | 63  | 107 | -44 | 19  |
|  | 18. | CD Júpiter             | 32 | 0  | 0 | 0  | 0   | 0   | 0   | 0   |

Pts = Puntos; PJ = Partidos Jugados; G = Partidos Ganados; E = Partidos Empatados; P = Partidos Perdidos; GF = Goles Anotados; GC = Goles Recibidos
|  | Asciende a Tercera División  |
|  | Desciende a Segunda Regional |

## Segunda Regional

### Clasificación Grupo 1
|  |    | Equipos de fútbol | PJ | G | E | P | GF | GC | Dif | Pts |
|  | -- | ----------------- | -- | - | - | - | -- | -- | --- | --- |
|  | 1. | Sangonera CF      | 12 | 5 | 5 | 2 | 27 | 18 | +9  | 15  |
|  | 2. | Volcán CF         | 12 | 5 | 4 | 3 | 24 | 17 | +7  | 14  |
|  | 3. | Cotillas CF       | 10 | 4 | 3 | 3 | 17 | 15 | +2  | 11  |
|  | 4. | CF Santomera      | 11 | 3 | 4 | 4 | 21 | 22 | -1  | 10  |
|  | 5. | Archena CF        | 10 | 5 | 0 | 5 | 22 | 25 | -3  | 10  |
|  | 6. | CD Levante        | 11 | 2 | 2 | 7 | 8  | 18 | -10 | 8   |
|  | 7. | Calasparra CF     | 10 | 5 | 1 | 4 | 20 | 24 | -4  | 7   |

Pts = Puntos; PJ = Partidos Jugados; G = Partidos Ganados; E = Partidos Empatados; P = Partidos Perdidos; GF = Goles Anotados; GC = Goles Recibidos
|  | Asciende a Primera Regional |

### Clasificación Grupo 2
|  |    | Equipos de fútbol  | PJ | G | E | P | GF | GC | Dif | Pts |
|  | -- | ------------------ | -- | - | - | - | -- | -- | --- | --- |
|  | 1. | Monforte CD        | 10 | 8 | 0 | 2 | 28 | 32 | -4  | 16  |
|  | 2. | CD Sagrado Corazón | 10 | 6 | 1 | 3 | 34 | 14 | +20 | 13  |
|  | 3. | CD Agostense       | 10 | 5 | 0 | 5 | 19 | 19 | 0   | 10  |
|  | 4. | CD Villenense      | 10 | 4 | 0 | 6 | 16 | 25 | -9  | 8   |
|  | 5. | Aspe CF            | 10 | 2 | 1 | 7 | 11 | 24 | -13 | 5   |
|  | 6. | CF San Crispín     | 10 | 3 | 2 | 5 | 23 | 17 | +6  | 5   |

Pts = Puntos; PJ = Partidos Jugados; G = Partidos Ganados; E = Partidos Empatados; P = Partidos Perdidos; GF = Goles Anotados; GC = Goles Recibidos
|  | Asciende a Primera Regional |